# ته‌جو، پادشاه چوسان
پادشاه ته‌جو (۴ نوامبر ۱۳۳۵–۲۷ ژوئن ۱۴۰۸)، با نام شخصی یی سونگ گیه (به کره‌ای: 이성계)؛ (هانجا: 李成桂)، بنیان‌گذار و نخستین پادشاه سلسله چوسان بود. وی در ابتدا یکی از افراد رده پایین امپراتوری مغول بود سپس به ارتش گوریو پیوست و توانست پس از ارتقاء رتبه در ارتش در سال ۱۳۹۲ میلادی به کمک ادیب جونگ دو جون (سامبونگ) گوریو را سرنگون کرده و دودمان پادشاهی چوسان را پایه‌گذاری کند. اما شش سال بعد و در سال ۱۳۹۸ میلادی به دلیل اختلاف با فرزندانش از قدرت کناره‌گیری کرد تا پسرش جونگ‌جونگ چوسان به سلطنت برسد. از مهم‌ترین دلایل کنار رفتن وی از سلطنت پیری و بیماری، پریشان خاطری به خاطر درگذشت ملکه و در نهایت شورش پسرش یی بانگ وون (پادشاه ته‌جونگ) قابل ذکر است.

## خانواده

### پدر و مادر
- پدر: یی جاچون[۲]
- مادر: ملکه یوآی‌های از قبیله یئونگ‌هیونگ (زمان نامعلوم)[۳][۴]

### همسران و فرزندان
1. ملکه شین‌اوی (سپتامبر ۱۳۳۷-سپتامبر ۱۲، ۱۳۹۱)[۵][۶]
  1. یی بانگ-وو، (۱۳۵۴-دسامبر ۱۳، ۱۳۹۳)، نخستین پسر[۷]
  2. یی بانگ‌گوا، دومین پسر - جئونگ‌جونگ چوسان
  3. یی بانگ‌اوی (۱۳۶۰–۱۴۰۴)، سومین پسر
  4. یی بانگ‌گان (۱۳۶۴–۱۴۲۱)، چهارمین پسر
  5. یی بانگ‌وون، پنجمین پسر - تائجونگ چوسان
  6. یی بانگ‌یئون (زمان نامعلوم)، ششمین پسر
  7. شاهدخت گیئونگ‌شین (?-۱۴۲۶)، نخستین دختر[۸]
  8. شاهدخت گیئونگ‌سئون (تاریخ نامعلوم)، دومین دختر[۹]
2. ملکه شیندوئک (ژوئن ۱۴، ۱۳۵۶-اوت ۱۳، ۱۳۹۶)[۱۰][۱۱][۱۲]
  1. یی بانگ‌بئون (۱۳۸۱-اوت ۲۶، ۱۳۹۸)، نخستین پسر
  2. یی بانگ‌سئوک (۱۳۸۲-اوت ۲۶، ۱۳۹۸)، دومین پسر
  3. شاهدخت گیئونگ‌سان (?–۱۴۰۷)، تنها دختر[۱۳]
3. سئونگ[۱۴] (۱۳۹۸-دسامبر ۲۹، ۱۴۴۹)[۱۵] - بدون فرزند.
4. جئونگی‌ئونگ (زمان نامعلوم) - بدون فرزند.
5. کیم چیلجئوم‌سئون (?-۱۴۲۸)
  1. شاهدخت سوکشین (?-۱۴۵۳)، تنها دختر[۱۶]
6. یو چاندوئک[۱۷] (زمان نامعلوم)
  1. شاهدخت اوریئونگ (?-فوریه ۱، ۱۴۶۶)، تنها دختر[۱۸]